# Fórmula de Monk
En matemàtiques, la fórmula de Monk, trobada per Monk (1959), és un anàleg de la fórmula de Pieri que descriu el producte d'un polinomi lineal de Schubert per un polinomi de Schubert. Equivalentment, descriu el producte d'un cicle especial de Schubert per un cicle de Schubert en la cohomologia d'una varietat de banderes.
S'escriu tij per a la transposició ((i j), i si = ti,i+1. Aleshores 𝔖sr = x1 + ⋯ + xr , i la fórmula de Monk estableix que per a una permutació w,
{\displaystyle {\mathfrak {S}}_{s_{r}}{\mathfrak {S}}_{w}=\sum _{{i\leq r<j} \atop {\ell (wt_{ij})=\ell (w)+1}}{\mathfrak {S}}_{wt_{ij}},}
on {\displaystyle \ell (w)} és la longitud de w. Els parells (i, j) que apareixen a la suma són exactament aquells tals que  i ≤ r < j, wi < wj, i no hi ha cap  i < k < j  amb wi < wk < wj; cada wwtij és una cobertura de w en ordre de Bruhat.